# Hadtáp

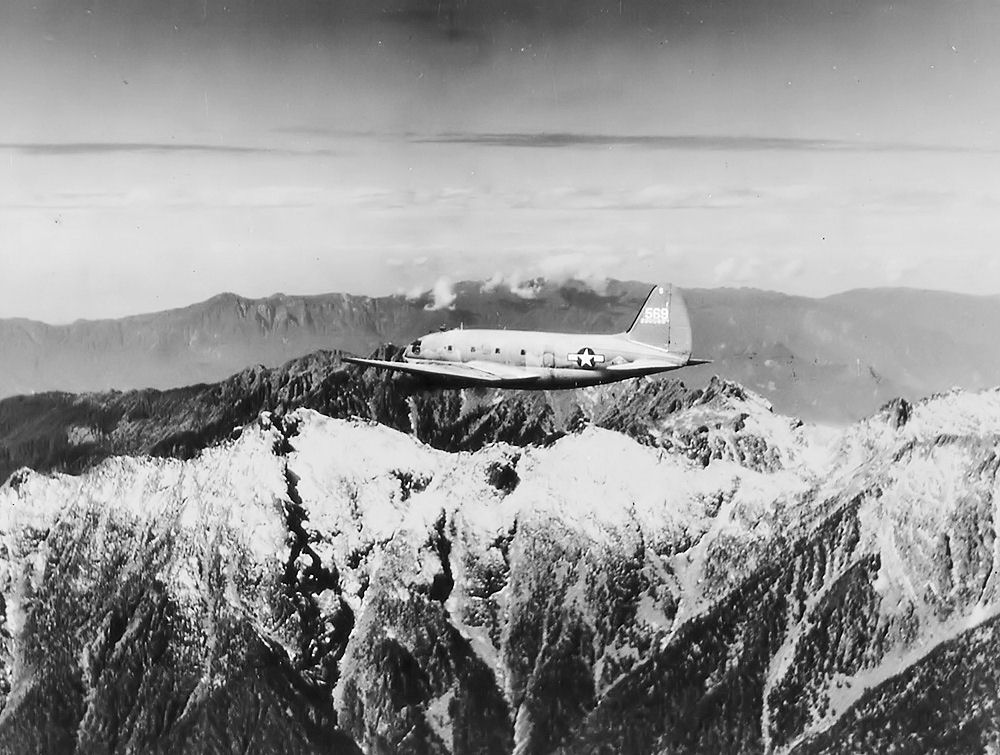
Légi szállítás a Himalája felett a második világháborúban

A hadtáp a katonai gazdasági tevékenységek történelmileg kialakult széles körének gyűjtőelnevezése, modern kifejezéssel katonai logisztika.
A békeidőbeli és a háborús katonai tevékenységek biztosításának, támogatásának egyik ága, amely a harckészültség fenntartása, a feladatok ellátása érdekében gondoskodik a csapatok anyagi és technikai szükségleteinek kellő időben, helyen és mennyiségben történő kielégítéséről.

## Tartalma

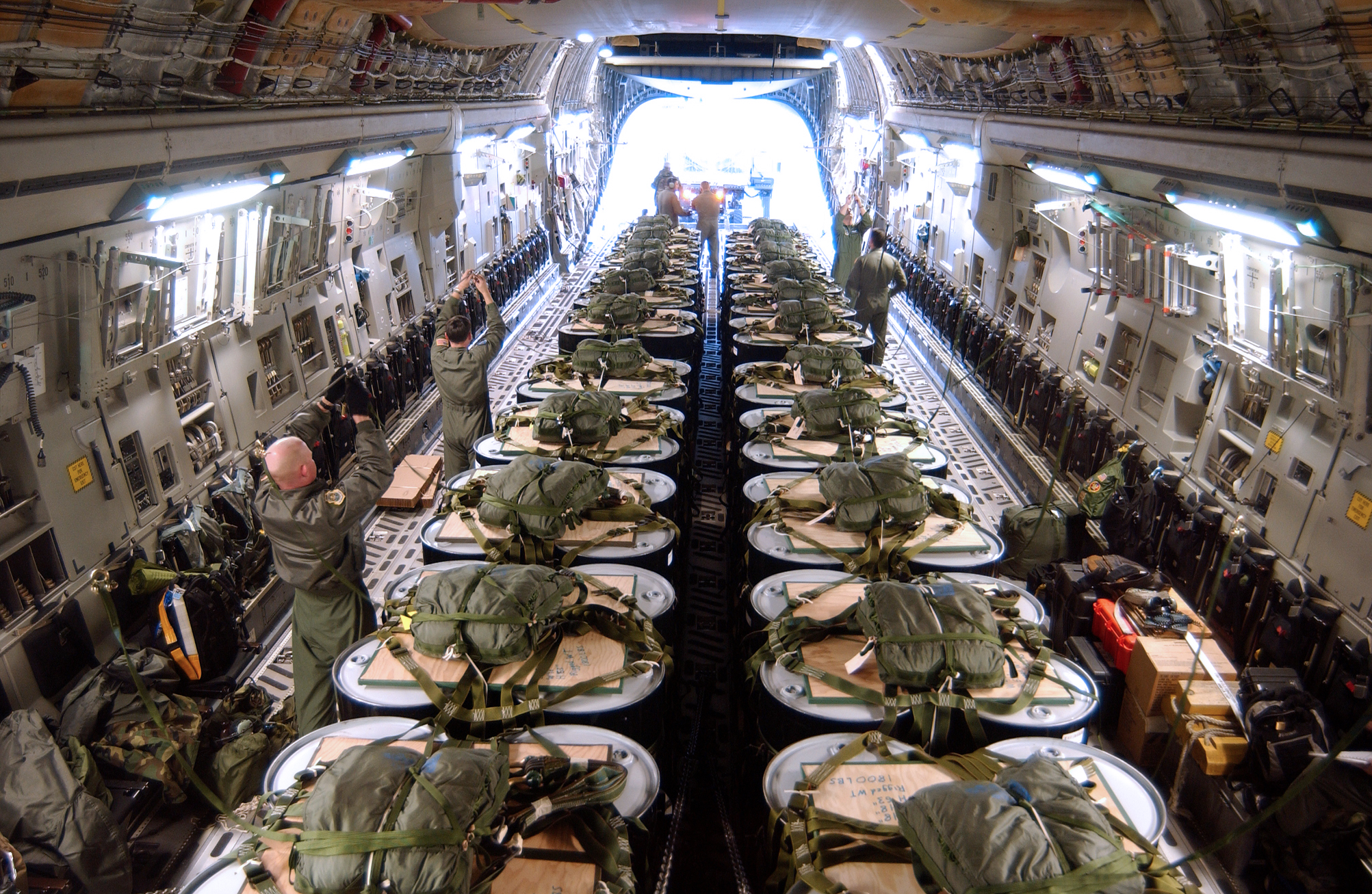
Üzemanyag raklapokon, ejtőernyős ledobás előkészítése, 2005

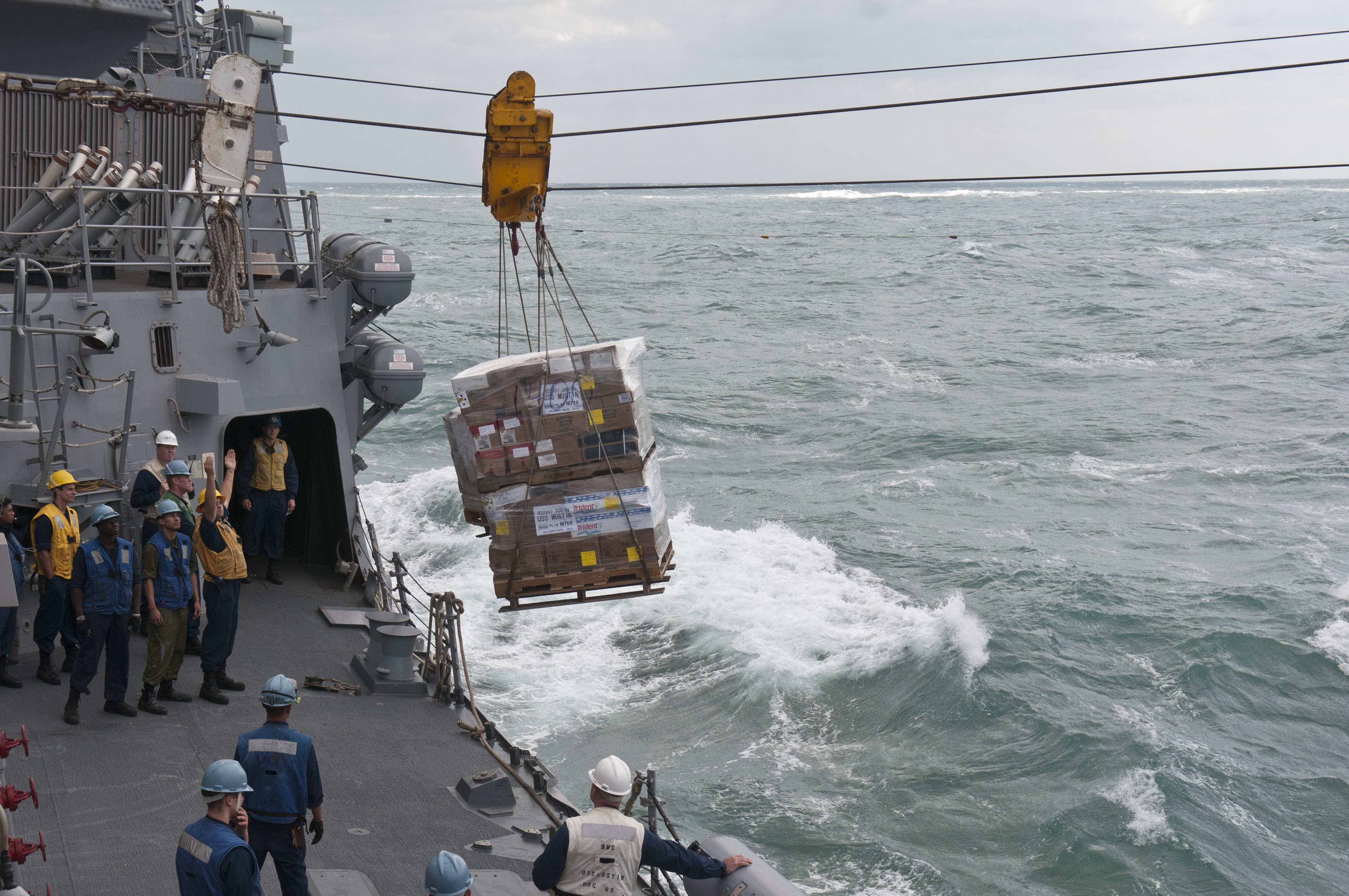
Ellátmány érkezik a szállítóhajóról a hadihajóra

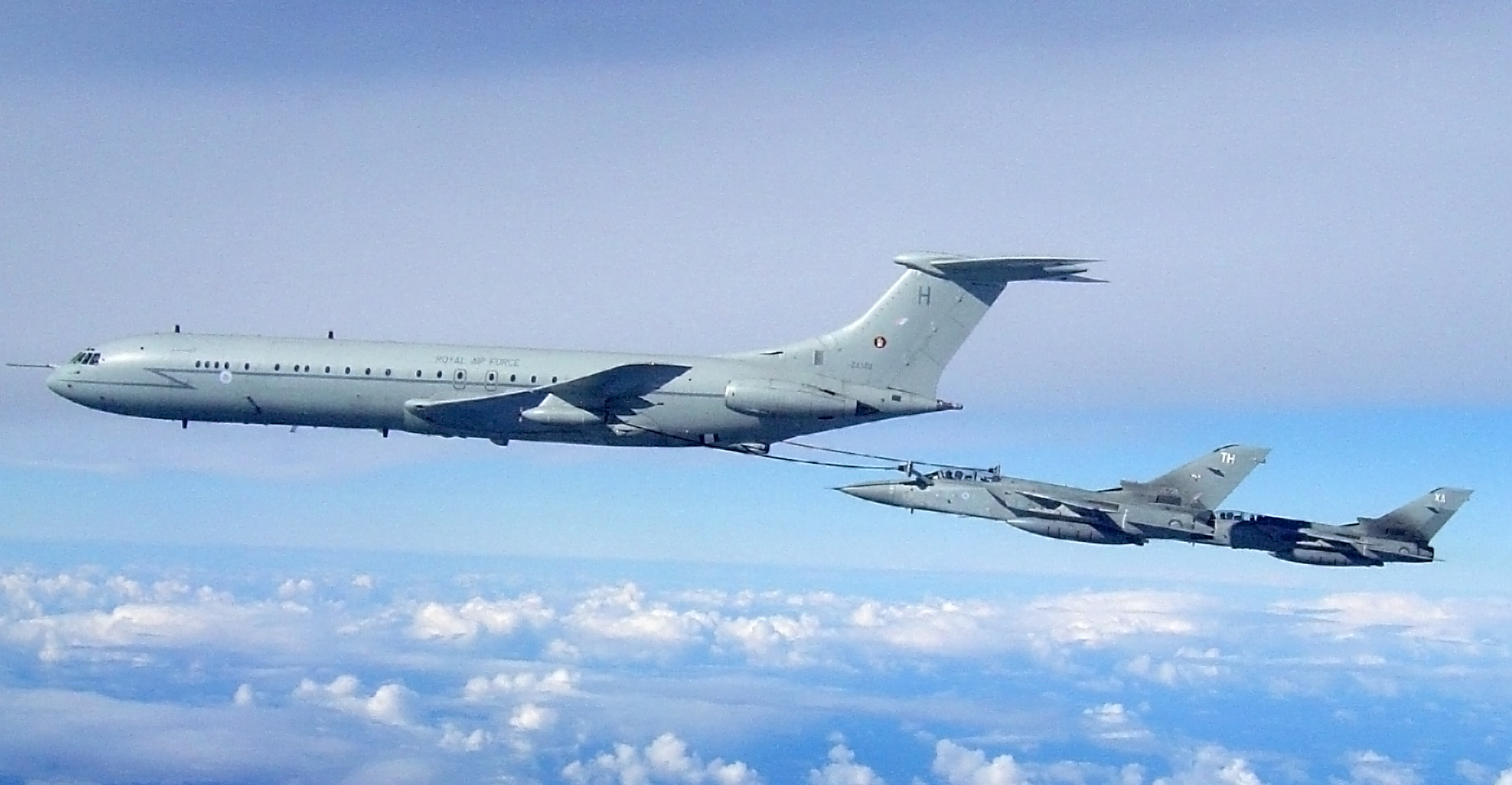
Légi utántöltési gyakorlat az Északi-tenger felett

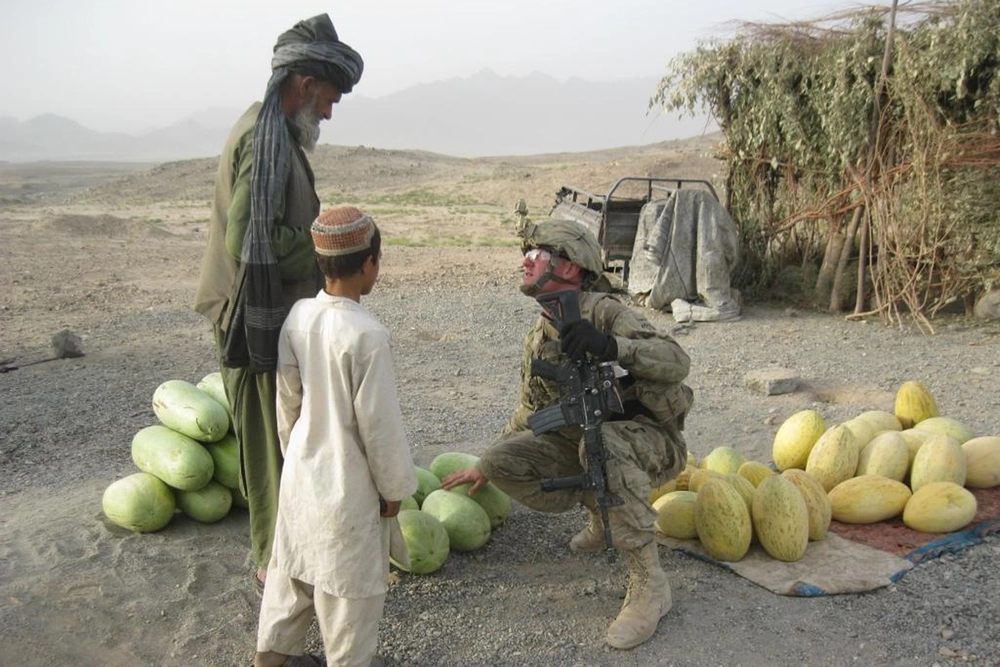
Amerikai katona dinnyét vásárol Afganisztánban

A hadtáp tartalma a harchoz szükséges hadianyagok, lőszer biztosítása mellett rendkívül széles körű, változatos: lényege a hadsereg és a katonák mindenféle anyagi szükségletének kielégítése. Történelmileg magában foglalta például a hadsereg lovainak ellátását, az állategészségügyi biztosítást, a málházás koordinálását is.
A modern katonai logisztika része a hadianyagok és az egyéb anyagi eszközök utánszállítása, a katonák szállítása, a repülőtér-műszaki, a katonai egészségügy, az üzemanyag-, élelmezési és ruházati ellátás, a hadtáptechnikai biztosítást, továbbá a kereskedelmi, az elhelyezési, a beruházási és a pénzügyi ellátás, de a raktárgazdálkodás irányítása, az üdültetési és szociális feladatok ellátása is. Háborús hadtápfeladat lehet a zsákmány begyűjtése, hadifoglyok ellátása.
A hadtáp feladatait a hadtápcsapatok látják el, ezek a fegyveres erők anyagi ellátását végző szervezetek. A hadtápcsapatok különféle anyagi (fegyverzeti, harci technikai eszköz, lőszer, üzemanyag, élelem, ruházat) ellátóegységek, alegységek, illetve az ezekkel kapcsolatos kiszolgáló-, biztosító- (javító-, szállító-, egészségügyi) egységek, alegységek, valamint a közúti, vasúti és légi szállítási egységek, alegységek.

## Története
Az őskorban a hadi vállalkozásokra induló embercsoportoknak, csakúgy, mint a vadászoknak, magukkal kellett vinniük megfelelő mennyiségű vizet és élelmiszert, illetve fel kell deríteniük, találnak-e ezekből eleget útközben. A nagyobb hadseregek a vaskorban kezdtek kialakulni. Ekkor már teherhordó állatokat, lovakat, ökröket, tevéket vagy elefántokat is használtak a készletek szállítására. A fegyveresek azonban az élelmiszer, takarmány nagy részét helyben szerezték be a lakosságtól – legtöbbször erőszakkal.
Később a nagy birodalmak, mint Róma, vagy a Maurja Birodalom már hadiutakat is építettek a katonai szállítás céljaira, de lehetőség szerint a vízi utakat vették igénybe, mert az összehasonlíthatatlanul olcsóbb volt. A feudális széttagoltság idején az egyes nagyurak külön gondoskodtak seregeik ellátásáról.
A hadseregek sokáig főleg a zsákmányolásra hagyatkoztak ellátásukat illetően, azonban a 16. század végétől a nagy hadseregeknek már egyre kevésbé nyílt erre lehetősége. A védekező fél gyakran alkalmazta a felperzselt föld taktikáját az ellenfél zsákmányolásának és így ellátásának akadályozására. Az ostromok mindkét fél számára különösen érzékenyek voltak ellátási szempontból. Egy elpusztított térség közepén álló erődítmény sokáig képes lehetett ellenállni, ha maga rendelkezett megfelelő készletekkel .
1670 körül XIV. Lajos francia király létrehozta hadseregében a maréchal des logis, a szállásmester altiszti pozícióját. Ők lettek felelősek a menetek megszervezéséért, táborhelyek kialakításáért. A francia nyelvű logistique szó hamarosan már általában utalt ezekre a feladatokra. Ebben a szellemben használta a kifejezést Antoine-Henri Jomini is a hadművészetről szóló könyvében 1838-ban. Ebből keletkezett  angol fordításban a logistics szó.
A francia katonai nyelvből származik a magyar „trén” szó, amit hadtáp, szállítóoszlop (szekerekből, gépkocsikból); utánpótlás értelemben használtak a 18–20. században.
Napóleon nagy figyelmet fordított a katonai logisztikára. Hadjáratai során csapatait széles fronton fejlesztette fel, hogy minél nagyobb terület készleteit használhassa. Folyamatosan küldött szét egységeket takarmány felkutatására. A korábbiaktól eltérően nem az elérhető készletek felélésére, hanem a gyors előrehaladásra koncentrált. A lőszert azonban természetesen nem lehetett helyben beszerezni, azt magukkal kellett vinniük.
A 19. században hatalmas technikai fejlesztésekre került sor a hadianyagok szállítása, raktározása, kezelése terén. A konzervdoboz felfedezése megkönnyítette az élelmiszerek szállítását és elosztását, csökkentette a pazarlást és az élelmiszerek okozta betegségeket. A fagyasztás elterjedése lehetővé tette a húsok és más friss termékek lefagyasztását. A gőzhajók és a vasút hatalmas mértékben meggyorsították a szállítást, viszont megjelent a vasútvonalak stratégiai jelentősége. Az új tömegfegyverek, modern puskák, géppuskák, a gyorstüzelő tüzérség azonban hatalmas mértékben megnövelték a csapatok lőszerigényét a első világháború alatt.
A 20. században a belső égésű motorok elterjedése forradalmasította a szállítást, bár még a második világháború alatt is sok hadsereg használt málhásállatokat. A légiközlekedés fejlődése új alternatívát kínált a hadianyagok szállítására, de csak kis mennyiségben és nagy költséggel. A Himalája feletti amerikai légihíd, (The Hump, a „púp”) nagy segítséget jelentett a kínaiak számára a második kínai–japán háborúban. A berlini blokádot is a légiszállítás törte meg. A frontok közelében, különösen hegyes terepen, a helikopterek tettek sokat a csapatok ellátásáért.

## Fordítás
- Ez a szócikk részben vagy egészben  a   Military logistics című angol Wikipédia-szócikk ezen változatának fordításán alapul.  Az eredeti cikk szerkesztőit annak laptörténete sorolja fel. Ez a jelzés csupán a megfogalmazás eredetét és a szerzői jogokat jelzi, nem szolgál a cikkben szereplő információk forrásmegjelöléseként.